# 红旗乡 (鸡西市)
红旗乡，是中华人民共和国黑龙江省鸡西市恒山区下辖的一个乡镇级行政单位。

## 行政区划
红旗乡下辖以下地区：
张鲜村、薛家村、丰乐村、民乐村、丰鲜村、义安村、小恒山村、红旗村、安乐村、长胜村、合作村、民主村、胜利村、艳胜村、艳丰村和艳东村。